# Raffaele Illiano
Raffaele Illiano (Nápoles, 11 de febrero de 1977) es un ciclista italiano, que fue profesional entre el 2002 y el 2010. En su palmarés destaca una victoria de etapa a la Tirrena-Adriàtica del 2008 y la Clasificación de la intergiro al Giro de Italia de 2004. El agosto del 2004 se le detectó un Hematocrito superior al 50% durante la disputa del Giro del Vèneto, por lo cual fue sancionado durante 15 días sin poder competir.

## Palmarés
2003
- 1º en el Giro del lago Maggiore
- Vencedor de 2 etapas a la Tour de Senegal

2004
- 1º en la Bratislava-Bradlo
- Vencedor de 3 etapas a la Tour de Senegal
- Vencedor de la Clasificación de la intergiro en el Giro de Italia

2008
- Vencedor de una etapa a la Tirreno-Adriático

### Resultados al Giro de Italia
- 2003. 66.º de la clasificación general
- 2004. 35.º de la clasificación general. Vencedor de la Clasificación de la intergiro
- 2005. 86.º de la clasificación general
- 2006. 61.º de la clasificación general
- 2008. 103.º de la clasificación general